# 奧野善彦
奧野 善彦(おくの よしひこ、1936年 - )は、日本の弁護士、北里大学名誉教授、奥野総合法律事務所所長、事業再生のエキスパート。パートナー弁護士、会社整理、破産、和議、会社更生事件を担当。秋篠宮文仁親王が名誉総裁を勤められる世界自然保護基金日本支部幹事を歴任。

## 経歴
1936年東京都生まれ、神奈川県平塚市で育つ。学校法人石川高等学校卒、中央大学卒業後、シェル石油に勤務しながら、司法試験に挑戦し1963年、5回目の挑戦で合格する。この際前年に論文試験に合格していたので免除される権利を有していたが、一からすべて受け直している。司法試験合格後弁護士となり、父親が創設した奥野法律事務所に勤務する。
1986年には住友銀行に吸収合併された平和相互銀行の代理人を務めている。秋篠宮眞子元内親王の夫の小室圭の支援者としても知られる。

## 人物
- 義侠心に富み「弱きを助け、在野に生きる」を金科玉条とする[2]。
- 自身の司法試験受験時の苦労から、苦学しながら弁護士を志す法律事務員の小室圭に共感し経済的・精神的に支援してきた。小室圭が米国司法試験の結果を最初に伝える相手であり、報道機関もこの情報を信頼すべき情報源として用いている[6]。法律家としては米国の立川珠里亜、ゲーリー・モリワキと共に小室圭に対する理解者でありアドバイザーである。

## 著作
- 『安楽死事件』（医学書院）
- 『会社整理の申立』（ぎょうせい）
- 『倒産法実務事典』（きんざい）